# Exeliopsis amygdala
Exeliopsis amygdala là một loài bướm đêm trong họ Geometridae.